# エスタディオ・デ・ロス・フエゴス・メディテラネオス
エスタディオ・デ・ロス・フエゴス・メディテラネオス（Estadio de los Juegos Mediterráneos）は、スペイン・アルメリアにある多目的スタジアム。主にサッカーや陸上競技に使用され、UDアルメリアのホームスタジアムである。収容人数は22,000人。現在はスタジアム命名権を購入したエナジードリンク会社によって、パワーホース・スタジアム (Power Horse Stadium)の名称が使用されている。

## 概要
アンダルシア州のアルメリア東部に位置し、スタジアム北部を通る高速道路AL-12から直接スタジアムの駐車場へアクセスできる。建設当初は収容人数15,000人の陸上トラック付き多目的スタジアムとして、2005年の地中海競技大会を開催するなどサッカー以外のスポーツでも使用されていた。しかし、2020年10月からサッカー専用スタジアムに用途を変更するための工事として、陸上トラックの撤去やスタンドをピッチへ近づける改装、スタジアムの装飾をUDアルメリア専用のものにするといった改修工事が行われ、収容人数は18,331人まで増加した。

## 開催された主な大会・試合
- 国際Aマッチ

| 日付         | ホームチーム | 結果 | アウェーチーム | ラウンド                      |
| ------------ | ------------ | ---- | -------------- | ----------------------------- |
| 2005年2月9日 | スペイン     | 5-0  | サンマリノ     | 2006 FIFAワールドカップ・予選 |
| 2005年2月9日 | コスタリカ   | 3-0  | キューバ       | 2006 FIFAワールドカップ・予選 |

## ギャラリー

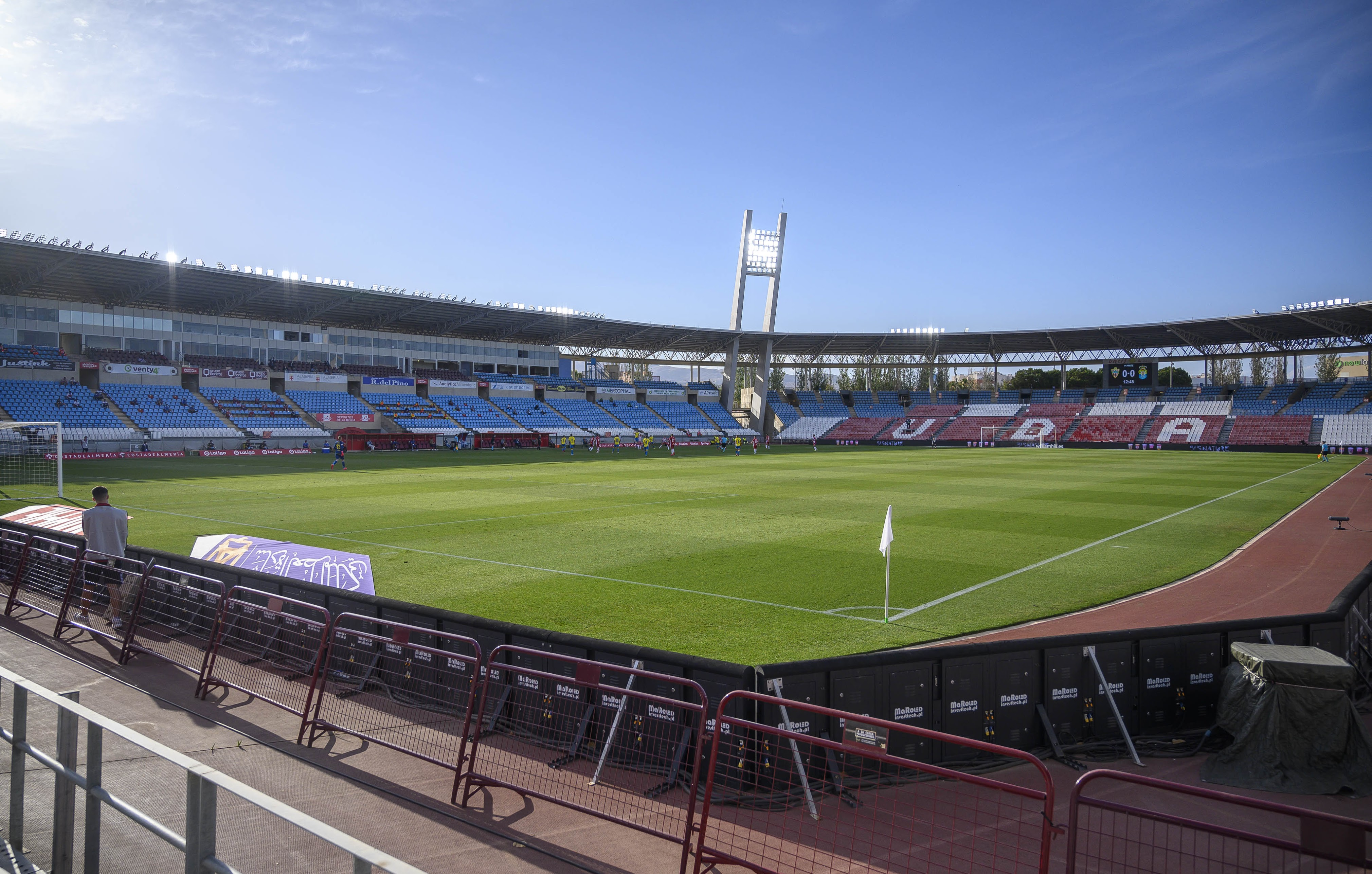
2020年の内観
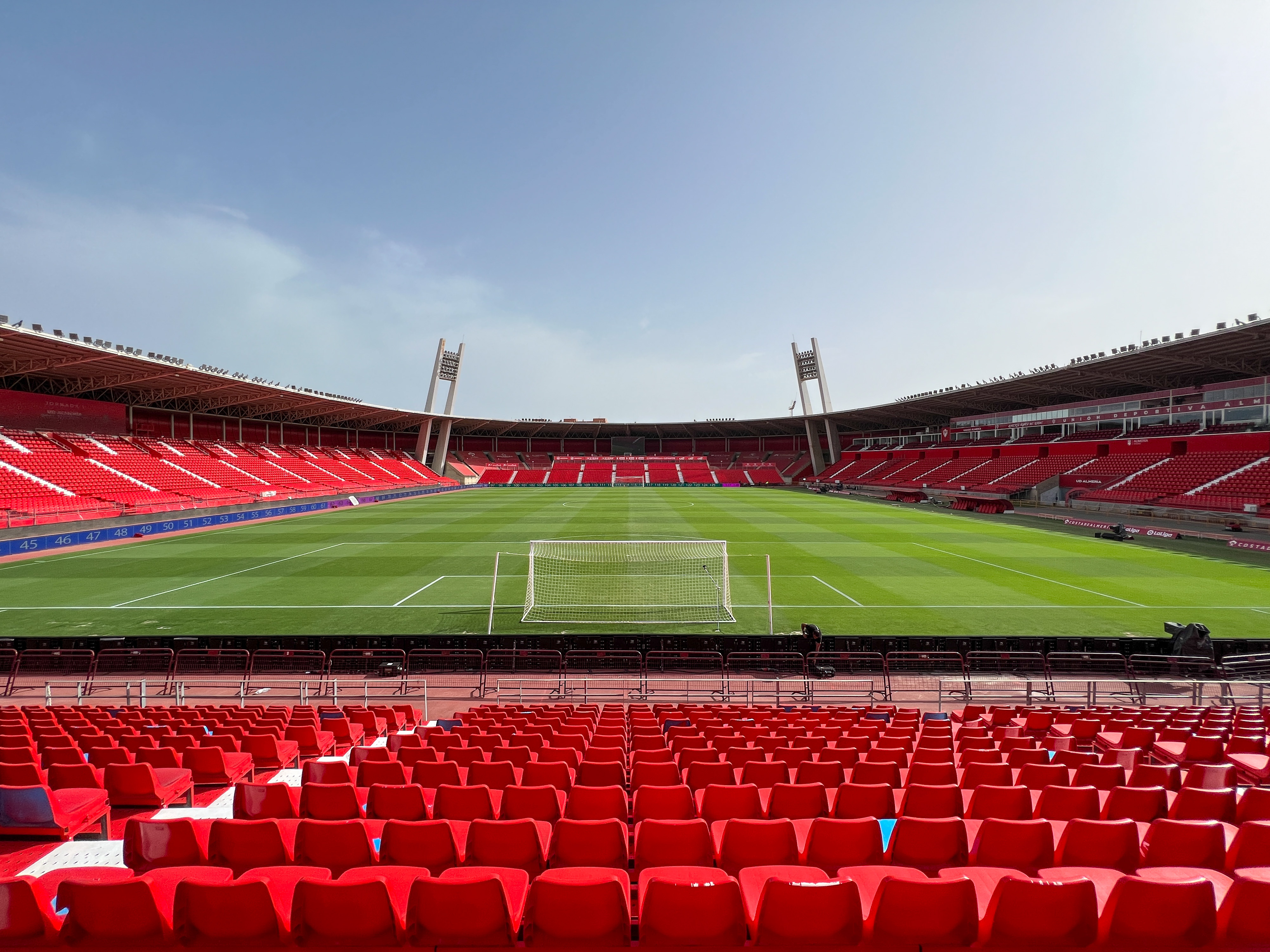
2023年の内観
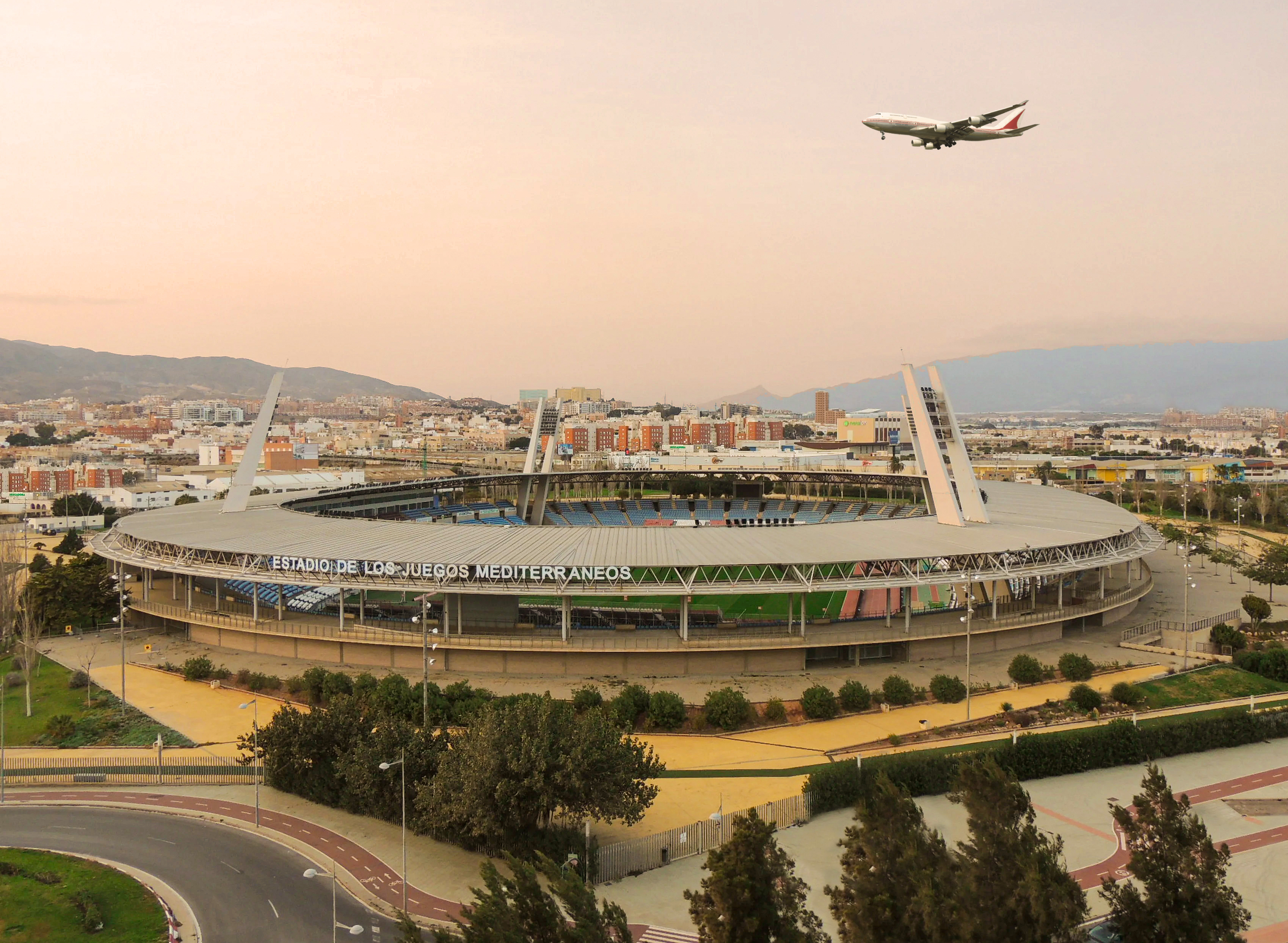
2015年の外観
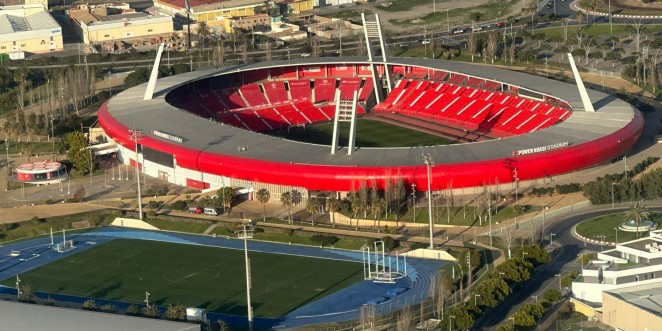
2023年の外観